# Estadio Morelos
Das Estadio Morelos ist ein Fußballstadion im Nordwesten der Stadt Morelia im mexikanischen Bundesstaat Michoacán. In erster Linie wird es für Fußballspiele genutzt und ist Heimspielstätte des Fußballvereins Monarcas Morelia. Darüber hinaus dient es als Multifunktionsarena. Es bietet Platz für 41.500 Besucher.
Der offizielle und vollständige Name des Stadions lautet Estadio Generalísimo José María Morelos y Pavón und gedenkt somit des gleichnamigen Helden des mexikanischen Unabhängigkeitskrieges, der hier in Morelia geboren wurde. Damals trug seine Geburtsstadt allerdings noch den Namen Valladolid, bevor sie ihm zu Ehren ihren heutigen Namen erhielt.

## Geschichte
Als das Estadio Morelos noch nicht existierte, spielte die Fußballmannschaft von Atlético Morelia, deren Name 1999 auf Club Atlético Monarcas Morelia erweitert wurde, im Estadio Venustiano Carranza. Weil dieses nicht WM-tauglich war und Morelia 1984 zu einem Spielort der Fußball-Weltmeisterschaft 1986 auserkoren wurde, trat man in die Planungsphase für ein neues Stadion. Dieses sollte im Südwesten der Stadt errichtet werden. An dieser Stelle traten jedoch unerwartete Probleme durch die Bodenbeschaffenheit des ausgewählten Geländes aus. Daher ließen die Pläne sich nicht realisieren und Morelia verlor seinen Status als WM-Spielstätte an die Stadt Irapuato und dessen Estadio Sergio León Chávez.
In den der WM 86 folgenden Spielzeiten erreichte die ortsansässige Fußballmannschaft zweimal in Folge die Halbfinals um die mexikanische Fußballmeisterschaft. Dabei scheiterte sie 1986/87 gegen Cruz Azul (2:0 und 1:4) und 1987/88 gegen den späteren Meister América (2:2 und 3:3) erst im Elfmeterschießen. Die sportlichen Erfolge ließen das Interesse an einem neuen Stadion wieder aufleben. Zu diesem Zweck bildete sich eine von Luis Álvarez Barreiro angeführte Unternehmergruppe, die mit Unterstützung des damaligen Gouverneurs von Michoacán, Luis Martínez Villicaña, eine Stiftung gründete, um das Neubauvorhaben zu finanzieren.
Nach Fertigstellung des Stadions übertrug die Stiftung das Eigentum hieran auf die Regierung des Bundesstaates Michoacán. Feierlich eröffnet wurde das Estadio Morelos mit einem Punktspiel zwischen der ortsansässigen Fußballmannschaft Monarcas Morelia und dem Club América aus der Hauptstadt. Das erste Tor erzielte der in Diensten von Morelia stehende Chilene Ángel Juan Bustos und Morelia behielt am Ende mit 2:1 die Oberhand. Obwohl das Stadion nur für 41.500 Zuschauer konzipiert ist, wurden für das Eröffnungsspiel aufgrund organisatorischer Fehler mehr als 48.000 Tickets vergeben und das Stadion schien aus allen Nähten zu platzen.
Nachdem die Monarcas sich für die Teilnahme um die Copa Libertadores im Jahr 2002 qualifiziert hatten, wurde das heutige Flutlichtsystem errichtet, um die Abendspiele zu ermöglichen. In diesem Turnier blieb die Heimmannschaft in vier Begegnungen gegen Mannschaften aus Südamerika ohne Niederlage (Vélez Sársfield 0:0, Sporting Cristal 4:0, Nacional Montevideo 4:2, Olmedo Riobamba 3:2) und musste sich erst im innermexikanischen Duell des Viertelfinals gegen den Hauptstadtclub América mit 1:2 geschlagen geben.
Weitere Höhepunkte waren die drei hier ausgetragenen Finalspiele um die mexikanische Fußballmeisterschaft in den Jahren zwischen 2000 und 2003. In diesen trafen die Monarcas zweimal auf Deportivo Toluca (3:1 und 1:0) und einmal auf den CF Monterrey (0:0). Weil es aber auch Spiele auf des Gegners Platz gab, konnten die Monarcas nur einen Meistertitel im Winter 2000 verbuchen. Ferner fand im Jahr 2002 das bisher einzige Länderspiel einer mexikanischen Nationalmannschaft im Estadio Morelos statt. Es endete mit einer 0:2-Niederlage gegen Bulgarien.
Im Jahr 2004 folgte die Installation eines Großbildschirms im oberen Bereich der Südtribüne. Ferner gab es seit 2005 verschiedene Maßnahmen zum Schutz der Zuschauer, wie zum Beispiel den Einbau verschiedener Überwachungskameras.